# Больбек
Больбек (фр. Bolbec) — город на севере Франции, регион Нормандия, департамент Приморская Сена, округ Гавр, центр одноименного кантона. Расположен в 32 км к востоку от Гавра и в 54 км к северо-западу от Руана, в 3 км от автомагистрали А29.
Население (2018) — 11 605 человек.

## География
Больбек расположен на склоне холма, омываемого одноимённой рекой, на месте соединения четырёх долин.

## История
Археологические находки позволяют утверждать, что Больбек был заселен с глубокой древности. Первым его сеньором был в 992 году Осберн де Больбек, последний — герцог де Шарос — закончил жизнь на гильотине во время Великой Французской революции.
Больбек развивался благодаря многочисленным мельницам, построенным на берегах реки Больбек (Коммерс), протекающей через город. Эти мельницы, число которых в XIV веке выросло до 14, дали толчок развитию текстильной промышленности, где по технологии производства использовали воду, а затем пар для работы машин. К настоящему времени сохранились три таких мельницы.
К концу XVII века многие производители стали развивать в Больбеке производства т. н. indiennes — индийского вощеного ситца, который использовался для изготовления костюмов в восточном стиле. Перед Великой Французской революцией в Больбеке было 18 таких мануфактур. Важность производства текстиля в районе Больбека была признана государством, с одной стороны, путем создания в 1806 году Палаты искусств и мануфактур в 1806 году (прообраз Торгово-промышленной палаты), а с другой стороны, путем создания Совета по трудовым спорам в 1813 году.
К концу XIX века текстильная промышленность начинает переживать кризис. В конце века в Больбеке останется только одна фабрика, производящая indiennes. Она окончательно будет закрыта в 1956 году, её здание сохранилось до настоящего времени.

## Достопримечательности
- Церковь Святого Михаила XIII века. Известна своим старинным органом XVII века, привезенным сюда из Руана
- Старинные водяные мельницы
- Шато дю Валь-о-Гре (Val-au-Grès), в настоящее время — культурный центр
- Здание мэрии города

## Экономика
Структура занятости населения:
- сельское хозяйство — 0,6 %
- промышленность — 25,2 %
- строительство — 4,1 %
- торговля, транспорт и сфера услуг — 26,4 %
- государственные и муниципальные службы — 43,7 %

Уровень безработицы (2017) — 23,5 % (Франция в целом — 13,4 %, департамент Приморская Сена — 15,3 %). 

Среднегодовой доход на 1 человека, евро (2018) — 17 620 (Франция в целом — 21 730, департамент Приморская Сена — 21 140).

## Демография
Динамика численности населения, чел.

## Администрация
Пост мэра Больбека с 2008 года занимает Кристоф Доре (Christophe Doré). На муниципальных выборах 2020 года возглавляемый им независимый список победил во 2-м туре, получив 50,58 % голосов (из пяти списков).
| Период | Период | Фамилия        | Партия                  | Примечания                                                              |
| ------ | ------ | -------------- | ----------------------- | ----------------------------------------------------------------------- |
| 1971   | 1977   | Бернар Гансель |                         |                                                                         |
| 1977   | 1988   | Поль Белаш     | Коммунистическая партия | текстильщик, затем металлург, член Генерального совета департамента     |
| 1988   | 1995   | Мишель Авар    | Коммунистическая партия | рабочий-химик                                                           |
| 1995   | 2001   | Пьер Руссель   | Разные правые           | преподаватель колледжа, вице-президент Генерального совета департамента |
| 2001   | 2008   | Мишель Авар    | Коммунистическая партия | рабочий-химик                                                           |
| 2008   | 2020   | Доминик Мето   | Разные левые            | управленец, член Совета департамента                                    |
| 2020   |        | Кристоф Доре   |                         | парикмахер, председатель Палаты ремесел департамента                    |

## Города-побратимы
- Бад-Эссен, Германия
- Бомте, Германия
- Остеркаппельн, Германия

## Галерея

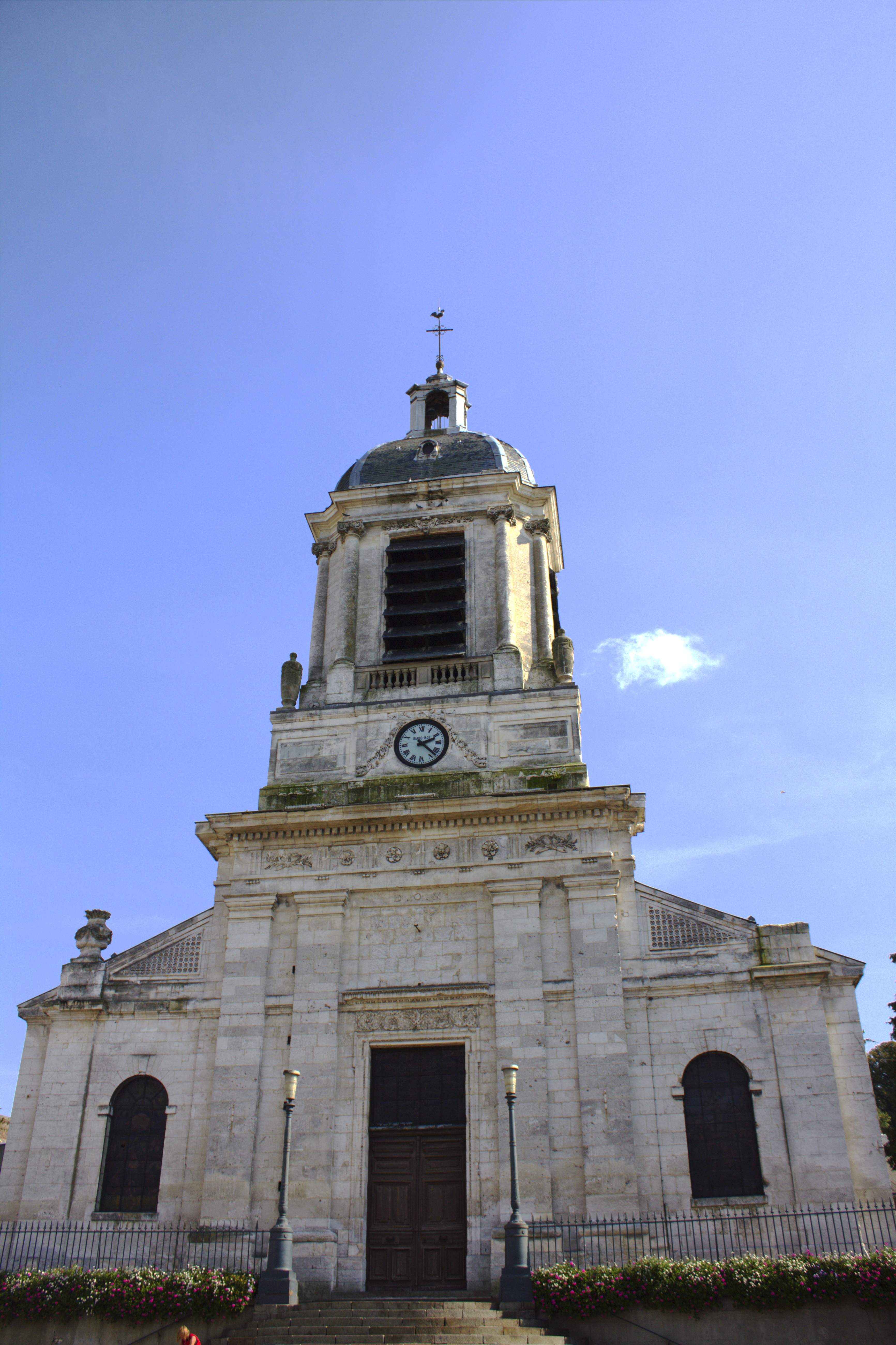
Церковь Святого Михаила
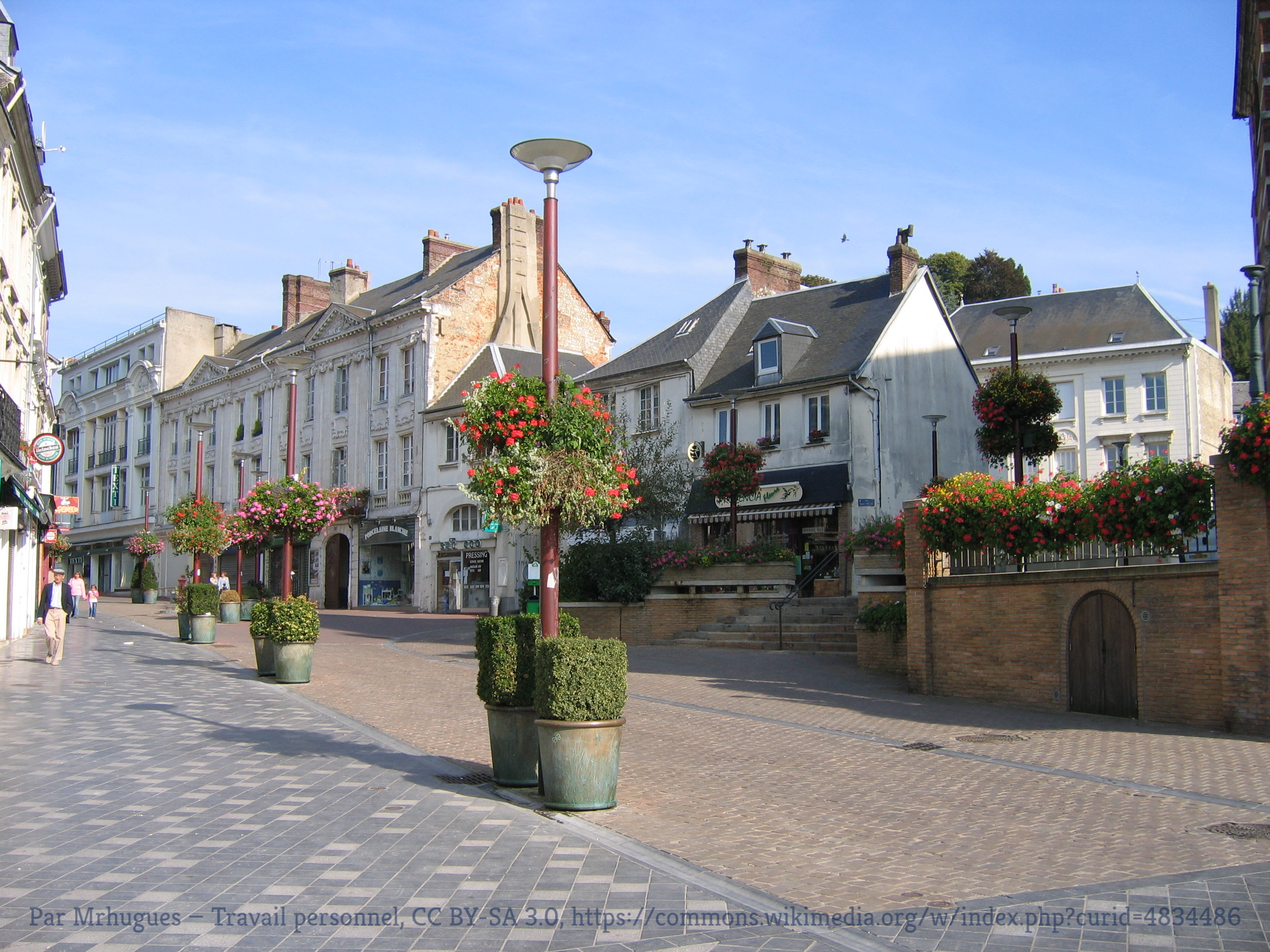
Улица в центре города
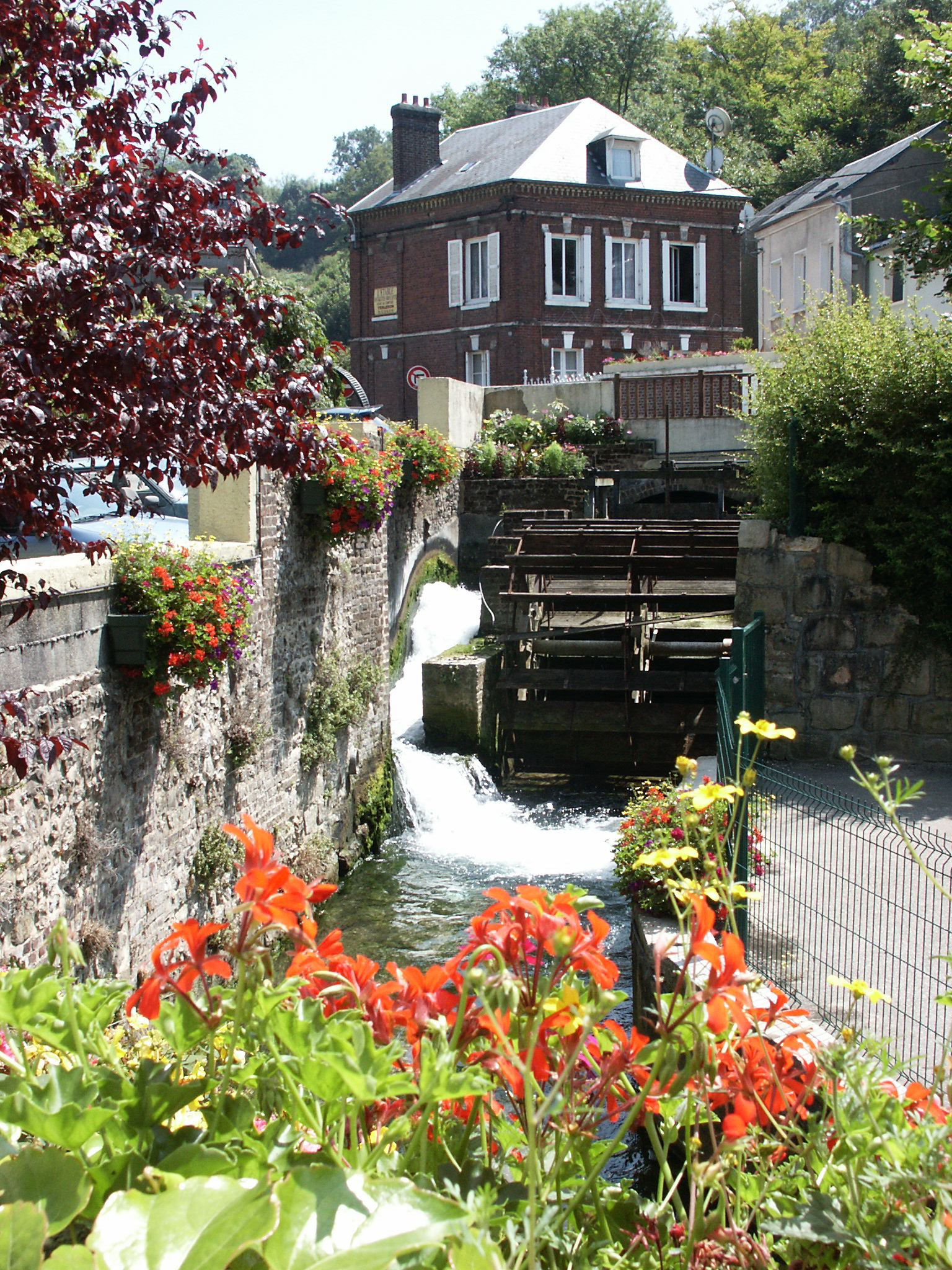
Старинная водяная мельница
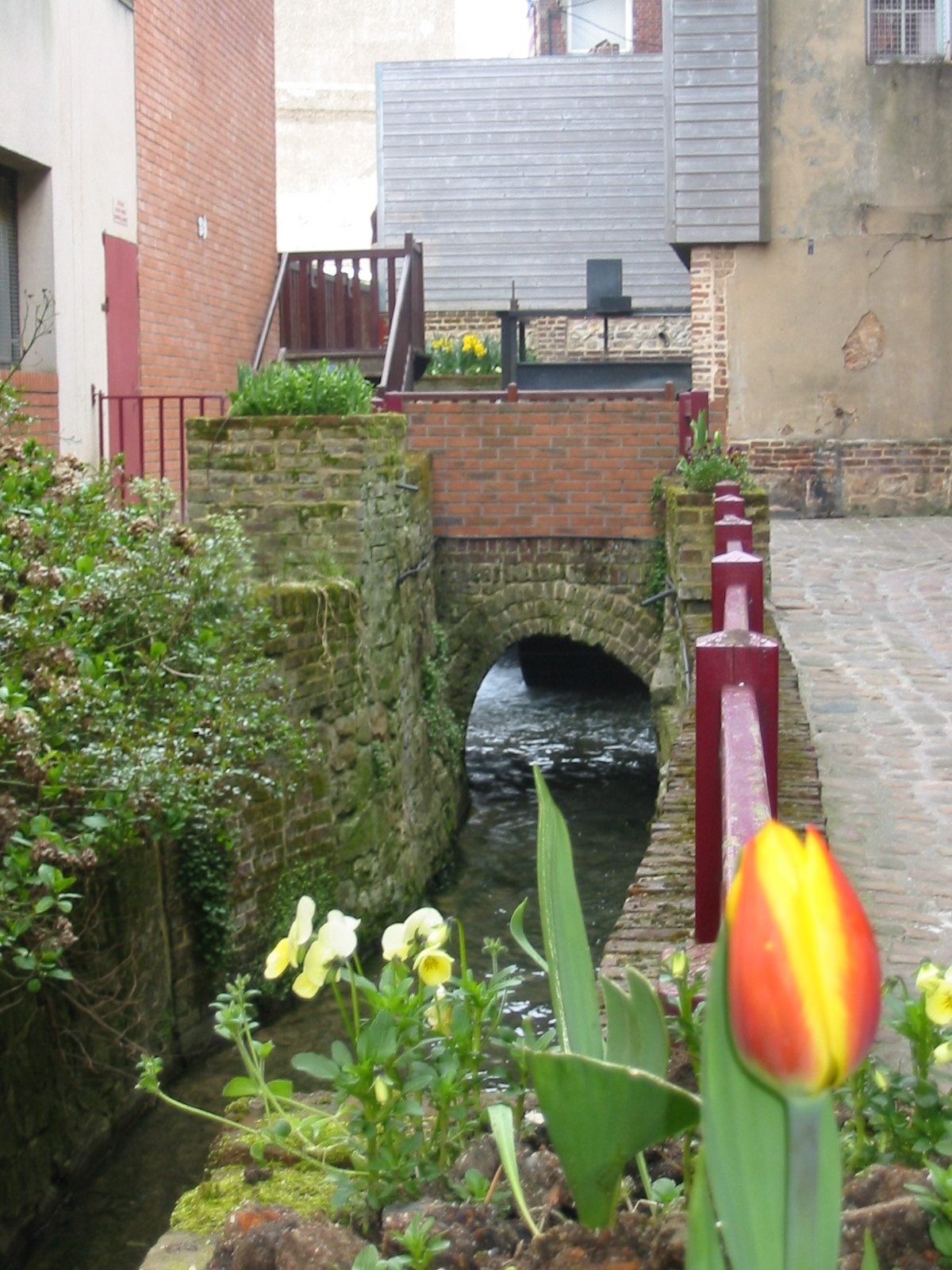
Речка Больбек